# Leptosporina aciculispora
Leptosporina aciculispora är en svampart som beskrevs av Chardón 1939. Leptosporina aciculispora ingår i släktet Leptosporina, divisionen sporsäcksvampar och riket svampar.   Inga underarter finns listade i Catalogue of Life.